# Albert Michiels
Albert Berre Michiels est un footballeur belge né le 14 mars 1939 à Zele (Belgique).

## Biographie
Il a évolué au poste de milieu de terrain au Cercle de Bruges en 1961-1962, puis au R Beerschot AC de 1962 à 1968 et au Royal Antwerp FC de 1968 à 1970.
Il est également quatre fois joueur international en 1965 et 1966. 
En 1970, il part jouer au Sint-Niklaasse SK. Puis il devient entraîneur-joueur au SK Lebeke-Alost. Il a ensuite raccroché définitivement les crampons et a alors entraîné les joueurs de Buggenhout, SV Lokerse, et s'est occupé des jeunes du SC Eendracht Alost.

## Palmarès
- International en 1965 et 1966 (4 sélections)
- premier match international : Belgique-Bulgarie, 5-0, le 27 octobre 1965 (match de qualification pour la Coupe du monde)